# Décrochage régional
Le décrochage régional se réfère généralement à des moments où une station de radio ou bien une chaîne de télévision diffuse simultanément différents programmes. 
Le décrochage régional permet ainsi de couvrir des zones géographiques plus ou moins étendues et d'offrir localement un programme ciblé par rapport au profil des auditeurs et des téléspectateurs. Les décrochages régionaux sont programmés à des horaires susceptibles d'atteindre le maximum de personnes, souvent aux heures de table, à midi, en début de soirée et en seconde partie de la nuit.
Le décrochage régional est une manière d'offrir une programmation spécifique à un public donné, au niveau d'une agglomération urbaine, d'un département ou d'une région. Ainsi les nouvelles locales (politiques, sportives, culturelles et météorologiques) sont accessibles et répondent à une attente du public. Ces décrochages permettent de cibler notamment la publicité locale. 
En France, France 3 et Radio France ont notamment de nombreux décrochages régionaux, voire d'antennes régionales de diffusion. Les radios et télévisions privées ont également des décrochages régionaux.
En Europe, l'ARD 1 en Allemagne, la BBC et ITV au Royaume-Uni, la TVE en Espagne, la RAI 3 en Italie et RTL au Luxembourg, offrent des décrochages régionaux sur leurs antennes et canaux. En Belgique et en Suisse, les décrochages régionaux (notamment linguistiques) font place à des radios et télévisions régionales à diffusion nationale.